# Athénagoras d'Athènes
Pour les articles homonymes, voir Athénagoras.
Athénagoras d'Athènes ou Athénagore (floruit vers 175/180) est un saint orthodoxe, apologiste et philosophe chrétien de la seconde moitié du IIe siècle.

## Biographie
Tout ce que l'on sait de lui est qu'il fut un philosophe athénien et qu'il se convertit au christianisme. Deux traités seulement ont été conservés sous son nom : sa Supplique au sujet des chrétiens et un traité Sur la résurrection des morts. Les seules allusions à son égard de la littérature chrétienne sont des citations de la Supplique dans un fragment de Méthode d'Olympe et des détails biographiques peu fiables dans les fragments de l'Histoire chrétienne de Philippe de Side.
Ses écrits comportent les preuves d'érudition et de culture, de maîtrise de la philosophie et de la rhétorique, une bonne appréciation de l'atmosphère intellectuelle de son époque, et de tact et délicatesse dans la lutte contre ses puissants adversaires en religion.

## LaSupplique
La Supplique au sujet des chrétiens, dont la date d'écriture peut être fixée à 176 ou 177, n'était pas une défense orale du christianisme, mais une défense écrite destinée à la chancellerie impériale ou, plus vraisemblablement, à la publication, présentée par un philosophe sur des motifs philosophiques, à l'adresse des empereurs romains Marc Aurèle et Commode, vainqueurs à la guerre contre les Arméniens et les Sarmates, « mais, par-dessus tout, philosophes ». Il se plaint tout d'abord de l'injuste discrimination dont sont l'objet les Chrétiens et les calomnies qu'ils doivent supporter (ch. I-III), puis combat la charge d'athéisme (IV). Il établit le principe du monothéisme, citant des poètes et philosophes païens pour défendre les doctrines pour lesquelles les Chrétiens sont condamnés (V-VI), et démontre la supériorité de la foi chrétienne en Dieu par rapport aux croyances païennes (VII-VIII). Cette première démonstration rationnelle de l'unité de Dieu dans la littérature chrétienne est augmentée d'une exposition du futur dogme de la Trinité: « un Dieu Père, un Dieu Fils, et l'Esprit saint ».
Prenant ensuite la défensive, l'apologiste justifie l'incroyance chrétienne envers les divinités nationales (XII-XIV) sur le principe de son absurdité et de son indécence, citant longuement les poètes et philosophes païens pour illustrer sa défense (XV-XXX). Finalement, il combat la charge d'immoralité en exposant l'idéal chrétien de pureté, même en pensée, et la sainteté inviolable de l'institution maritale. La charge de cannibalisme est refutée en montrant le respect des Chrétiens pour la vie humaine, qui les pousse entre autres à refuser les spectacles sanglants du cirque et à rejeter l'avortement (XXXI-XXXVI).

## LeSur la résurrection des morts
Le traité Sur la résurrection des morts, seconde exposition de cette doctrine, après celle de Justin, dans la littérature chrétienne, fut écrit un peu plus tard que la Supplique, qui semble même l'annoncer. Athénagoras apporte à la défense de sa doctrine ce que la philosophie contemporaine pouvait comporter de meilleur. Après avoir réfuté les fréquentes objections de son époque (ch. I), il démontre la possibilité de la résurrection d'abord par la puissance du Créateur (II-III), puis par la nature du corps humain (IV-VIII). Exercer de tels pouvoirs n'est ni un déni de Dieu ni injuste envers les autres créatures (IX-XI). Il montre que la nature et la cause finale de l'homme demande la perpétuation de la vie de l'âme et du corps (XII-XXV).
Il est possible que le traité ait été dirigé contre les croyances gnostiques en une résurrection purement spirituelle, ou réduite à la survie de l'âme détachée de son corps périssable.
Son attribution à Athénagoras, donnée par la tradition manuscrite, a été mise en doute par R.M. Grant, puis N. Zeegers, mais défendue par B. Pouderon, et reconnue comme l'hypothèse la plus probable par D. Rankin (ouvrages cités ci-dessous).

## Éditions et traductions de ses œuvres
- Supplique au sujet des chrétiens et Sur la résurrection des morts (éd. B. Pouderon), Paris, Cerf, coll. « Sources chrétiennes » no 379, 1992.
- Supplique au sujet des chrétiens (177), trad. du grec Sébastien Morlet : Premiers écrits chrétiens, Gallimard, coll. "La Pléiade", 2016, p. 627-671.
- Sur la résurrection des morts (vers 180), trad. du grec Jean Reynard et Bernard Pouderon : Premiers écrits chrétiens, Gallimard, coll. "La Pléiade", 2016, p. 672-705.
- L'apologie des chrétiens Texte grec, traduction française
- Le traité de la résurrection des morts Texte grec, traduction française
- Saint Aristides the Athenian's Apology and Saint Athenagoras the Athenian Philosopher's Plea for the Christians, translated from Greek into Georgian, submitted with introduction and comments by a monk Ekvtime Krupitski, "Sulieri Venakhi" Publishers, Tbilisi, 2024,  (ISBN 978-9941-9676-2-7)